# سوسیس ایتالیایی
در آمریکای شمالی، سوسیس ایتالیایی (salsiccia[salˈsittʃa] در ایتالیایی) اغلب به نوعی از سوسیس خوک اشاره دارد. سوسیس اغلب به دلیل چاشنی شدن با رازیانه به عنوان چاشنی اولیه مورد توجه قرار می‌گیرد. با این حال، در ایتالیا طیف گسترده‌ای از سوسیس‌ها ساخته می‌شود که بسیاری از آنها کاملاً با محصول فوق متفاوت هستند.
رایج‌ترین گونه‌هایی که به عنوان «سوسیس ایتالیایی» در سوپرمارکت‌ها به بازار عرضه می‌شوند، گرم، شیرین، و ملایم هستند. تفاوت اصلی بین تند و ملایم اضافه کردن فلفل قرمز تند به مخلوط ادویه اولی است. تفاوت بین ملایم و شیرین اضافه کردن ریحان شیرین در بعدی است.
در استرالیا، انواع ملایم salsiccia fresca (به معنای واقعی کلمه به معنای "سوسیس تازه") که عمدتاً با رازیانه چاشنی شده است به عنوان "سوسیس ایتالیایی" فروخته می‌شود.

## تاریخچه
در ابتدا به عنوان لوکانیکا شناخته می‌شد، اولین شواهد مربوط به سوسیس به قرن اول قبل از میلاد برمی گردد، زمانی که مورخ رومی، مارکو ترنزیو وارونه، پر کردن گوشت ادویه دار و نمکی در روده خوک را چنین توصیف کرد: «آنها لوکانیکا را گوشت چرخ کرده‌ای می‌نامند که در یک محفظه پر شده است، زیرا سربازان ما طرز تهیه آن را یادگرفته اند.» تأیید تولد در باسیلیکاتا نیز نوشته‌های سیسرو و مارسیال است که از لوکانیا به عنوان زادگاه سوسیس یاد می‌کند.